# ۲٬۶-دی‌متوکسی‌بنزوکینون
۲،۶-دی‌متوکسی‌بنزوکینون (به انگلیسی: 2,6-Dimethoxybenzoquinone) یک ترکیب شیمیایی با شناسه پاب‌کم ۶۸۲۶۲ است. 